# Kerezky
Kerezky (ukrainisch Керецьки; russisch Керецки Kerezki, slowakisch Kerecky, ungarisch Kerecke) ist ein Dorf in der ukrainischen Oblast Transkarpatien mit etwa 4300 Einwohnern.

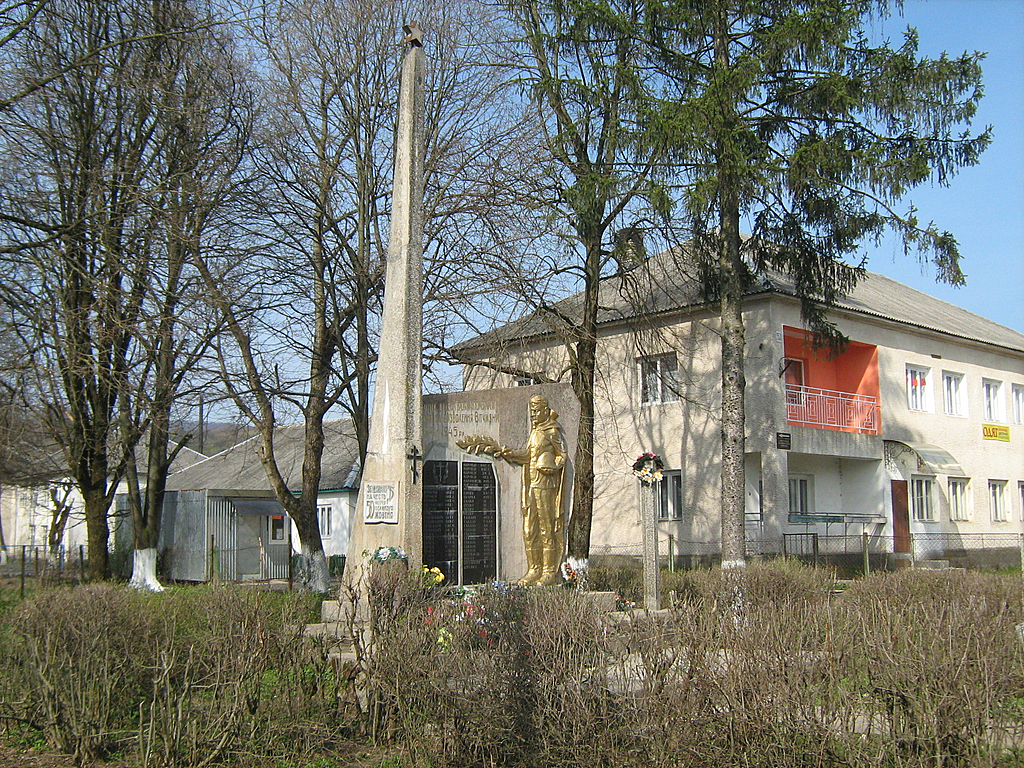
Gefallenendenkmal im Ort, 2011

Kerezky ist ein in den Waldkarpaten auf 260 m Höhe am Ufer der Borschawa und an der Territorialstraße T–07–12 gelegenes Dorf. Es wurde 1389 erstmals schriftlich erwähnt.
Am 12. Juni 2020 wurde das Dorf zusammen mit 3 umliegenden Dörfern zum Zentrum der neu gegründeten Landgemeinde Kerezky (Керецьківська сільська громада/Kerezkiwska silska hromada) im Rajon Chust. Bis dahin bildete es die 4,882 Quadratkilometer große Landratsgemeinde Kerezky (Керецьківська сільська рада/Kerezkiwska silska rada) im Rajon Swaljawa.
Folgende Orte sind neben dem Hauptort Kerezky Teil der Gemeinde:
| Name                     | Name       | Name                    | Name               | Name                 | Name    |
| ukrainisch transkribiert | ukrainisch | russisch                | slowakisch         | ungarisch            | deutsch |
| ------------------------ | ---------- | ----------------------- | ------------------ | -------------------- | ------- |
| Beresnyky                | Березники  | Березники (Beresniki)   | Berezník           | Bereznek, Bereznik   | -       |
| Kuschnyzja               | Кушниця    | Кушница (Kuschniza)     | Kušnice, Kušnica   | Kovácsrét            | -       |
| Lyssytschowo             | Лисичово   | Лисичево (Lyssytschewo) | Lisičovo, Lisičevo | Rókamező, Ravaszmező | -       |

Das ehemalige Rajonzentrum Swaljawa liegt 20 km und das Oblastzentrum Uschhorod 88 km nordwestlich von Kerezky.

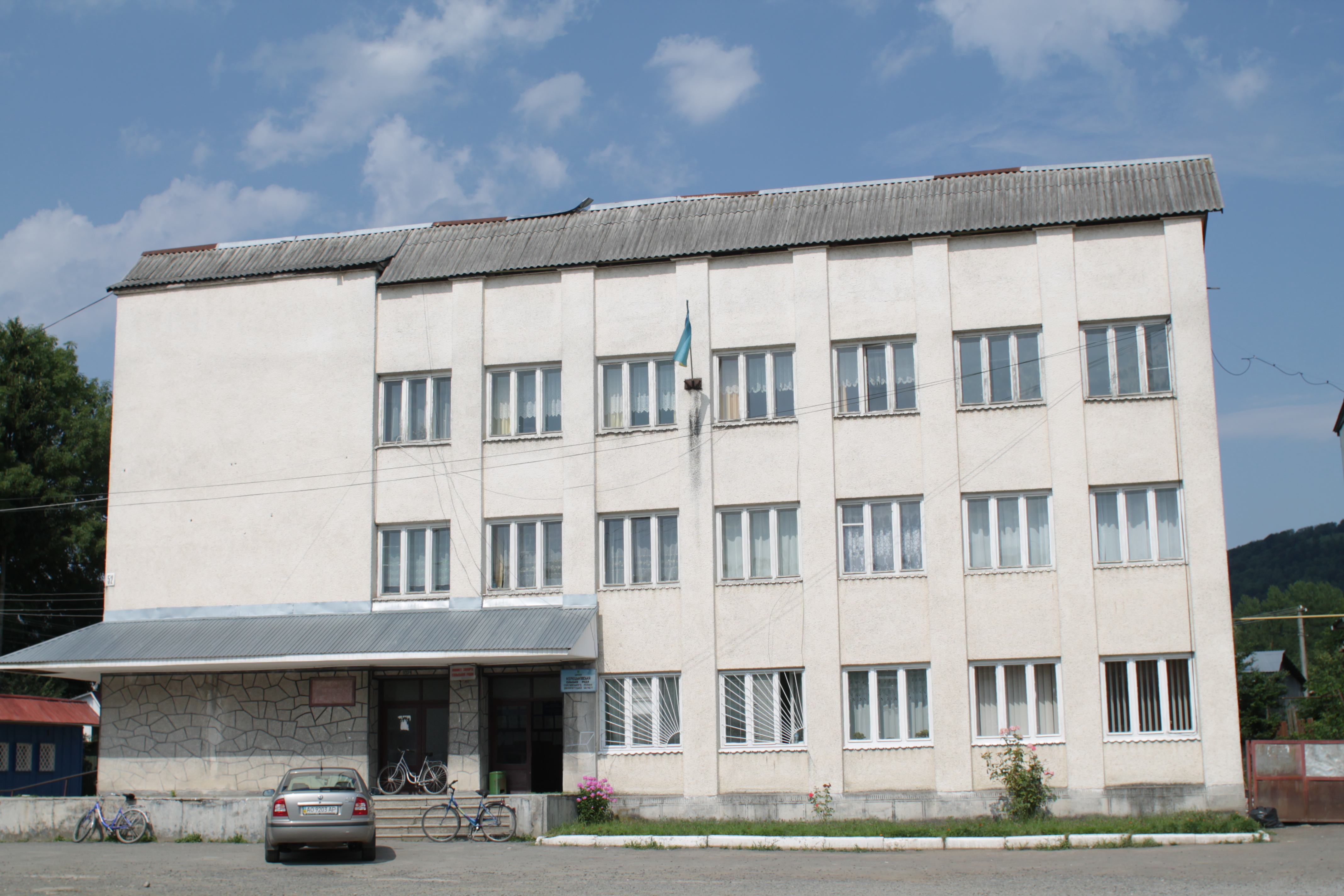
Gemeindehaus in Kerezky

Bis 1919 gehörte die Ortschaft zur ungarischen Reichshälfte des Kaiserreichs Österreich-Ungarn und darauffolgend zur Karpato-Ukraine innerhalb der Tschechoslowakei. Mit der Annektierung kam das Dorf zwischen 1939 und 1945 erneut an Ungarn. Nach dem Zweiten Weltkrieg wurde Kerezky 1946 Teil der Ukrainischen Sozialistischen Sowjetrepublik innerhalb der Sowjetunion und seit 1991 der unabhängigen Ukraine.
Am 15. Dezember 2023 warf ein Ratsmitglied drei Handgranaten in die Sitzung des Dorfrates. 26 Menschen wurden zum Teil lebensgefährlich verletzt, darunter auch der Täter.